# 马恩河畔巴尔济
马恩河畔巴尔济（法語：Barzy-sur-Marne，法語發音：[baʁzi syʁ maʁn]）是法国上法蘭西大區埃纳省的一个市镇，属于蒂耶里堡区。

## 地理
马恩河畔巴尔济（49°4'49"N, 3°33'33"E）面积7.55 平方千米，位于法国上法蘭西大區埃纳省，该省份为法国北部内陆省份，北起北部省，西接索姆省和瓦兹省，东临阿登省和马恩省，西南至塞纳-马恩省，东北部与比利时接壤。
与马恩河畔巴尔济接壤的市镇（或旧市镇、城区）包括：勒沙尔梅勒、库尔特蒙-瓦雷讷、若尔戈讷、马恩河畔帕西、马恩河畔特雷卢。

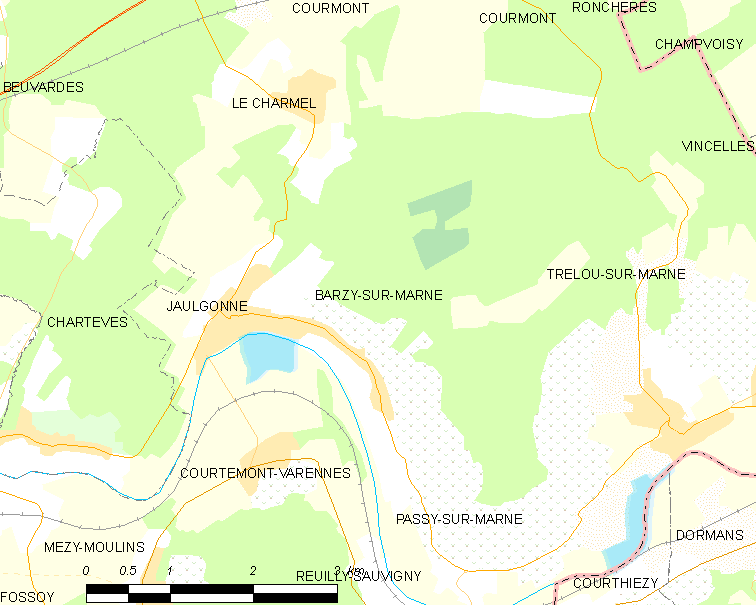
马恩河畔巴尔济的OSM定位图

马恩河畔巴尔济的时区为UTC+01:00、UTC+02:00（夏令时）。

## 行政
马恩河畔巴尔济的邮政编码为02850，INSEE市镇编码为02051。

## 政治
马恩河畔巴尔济所属的省级选区为马恩河畔埃索姆县。

## 人口

1962-2008年间马恩河畔巴尔济人口变化图示

马恩河畔巴尔济于2022年1月1日时的人口数量为399人。